# جون سينا (ممثلة)
جون سينا (باليابانية: 瀬奈じゅん؛ بالكانا: せな　じゅん) هي ممثلة يابانية، ولدت في 1974 في سوغينامي في اليابان.